# Kammu
Imperador Kammu (钦明天皇, Kammu-tennō, 735—806) foi o 50º Imperador do Japão, na lista tradicional de sucessão.

## Vida
Reinou de 781 a 806.
Antes da sua ascensão ao trono, seu nome era Yamabe. Ele era o filho mais velho do príncipe Shirakabe (mais tarde conhecido como Imperador Konin), e nasceu antes da ascensão de Shirakabe ao trono. De acordo com o Nihon Shoki ( 続日本纪?), a mãe de Yamabe, Yamato no Niigasa (mais tarde chamada Takano no Niigasa), era descendente de 10ª geração de Muryeong de Baekje.
Depois que seu pai tornou-se imperador, seu meio-irmão, o Príncipe Osabe foi nomeado príncipe herdeiro. A mãe de Osabe era a Princesa Inoe, filha do Imperador Shōmu; mas em vez de Osabe, foi Kanmu que mais tarde foi nomeado para suceder seu pai. Em 775, a irmã de Osabe (e meia-irmã de Kanmu) a Princesa Sakahito tornou-se a esposa de Kanmu. Mais tarde, quando Kanmu ascendeu ao trono em 781, nomeou o seu irmão mais novo, o Príncipe Sawara, cuja mãe era Takano no Niigasa, como príncipe herdeiro. Hikami no Kawatsugu, um filho do Imperador Temmu e neto do príncipe Shioyaki, tentou levar a cabo um golpe de Estado em 782, mas falhou e Kawatsugu foi enviado para o exílio. Em 785 Sawara também foi expulso e morreu no exílio.
783 O udaijin Fujiwara no Tamaro morreu aos 62 anos de idade.
783 Fujiwara no Korekimi (Neto de Fujiwara no Muchimaro)se tornou o novo udaijin, substituindo o falecido Fujiwara no Tamaro.
Em 784 a capital do Japão foi transferida de Nara (Heijō-kyō) para Nagaoka-kyō.
793 Sob a liderança de Dengyo, começou a construção do Templo Enryaku.
794 A capital foi transferida novamente, desta vez para Heian-kyō (atual Quioto), o palácio foi nomeado Heian no Miya ( 平安宫, "Palácio da Paz").
17 de novembro de 794 O imperador viajou de Nara para a nova capital de Heian-kyō. Isto marcou o início da era Heian.
O Imperador Kammu é tradicionalmente venerado em um memorial no santuário xintoísta em Quioto. A Agência da Casa Imperial designa este local como Mausoléu de Kammu. E é oficialmente chamado de Kashiwabara no misasagi. O Clã Taira descende do Imperador Kammu.

## Daijō-kan
- Sadaijin, Fujiwara no Uona　(藤原魚名), 781–782.[6]
- Sadaijin, Fujiwara no Tamaro　(藤原田麿), 783.[6]
- Udaijin, Ōnakatomi no Kiyomaro　(大中臣清麿), 781.[6]
- Udaijin, Fujiwara no Tamaro　(藤原田麿), 782–783.[6]
- Udaijin, Fujiwara no Korekimi　(藤原是公), 783–789.[6]
- Udaijin, Fujiwara no Tsuginawa　(藤原継縄), 790–796.[6]
- Udaijin, Príncipe Miwa　(神王), 798–806.[6]
- Udaijin, Fujiwara no Uchimaro (藤原内麻呂) 806–812.[6]
- Naidaijin, Fujiwara no Uchimaro (藤原内麻呂) 798 - 806.[6]